# Karate na Letnich Igrzyskach Olimpijskich 2020 – kata mężczyzn
Kata mężczyzn było jedną z konkurencji rozgrywanych w ramach karate podczas Letnich Igrzysk Olimpijskich 2020. Zawody zostały rozegrane w hali Nippon Budōkan. Było to jedna z konkurencji debiutujących podczas igrzysk w Tokio.

## Terminarz
Wszystkie godziny są podane w czasie tokijskim (UTC+09:00),
| Data            | Godzina |                           |
| --------------- | ------- | ------------------------- |
| 6 sierpnia 2021 | 10:00   | Runda eliminacyjna        |
| 6 sierpnia 2021 | 11:33   | Runda rankingowa          |
| 6 sierpnia 2021 | 19:30   | Pojedynek o brązowy medal |
| 6 sierpnia 2021 | 19:50   | Pojedynek o złoty medal   |

## Format
Zawodnicy zostali podzieleni na dwie grupy. W rundzie eliminacyjnej każdy z nich wykonywał dwa oceniane zestawy ćwiczeń kata. Wynik zawodnika był średnią z dwóch ćwiczeń. Trzech najlepszych zawodników awansowało do rundy rankingowej, w której wykonywali oni trzeci zestaw ćwiczeń. Zwycięzcy poszczególnych grup spotkali się w walce o złoty medal. Zawodnicy z miejsc 2 - 3 walczyli o brązowe medale (zawodnik z miejsca 2 w grupie A walczył z zawodnikiem z 3 miejsca w grupie B).

## Wyniki

### Eliminacje
Grupa A
| Pozycja | Zawodnik           | Kraj              | 1 kata | 2 kata | Średnia | 3 kata | Wynik | Uwagi |
| ------- | ------------------ | ----------------- | ------ | ------ | ------- | ------ | ----- | ----- |
| 1.      | Damián Quintero    | Hiszpania         | 27,34  | 27,40  | 27,37   | 27,28  |       |       |
| 2.      | Ariel Torres       | Stany Zjednoczone | 26,40  | 25,98  | 26,19   | 26,46  |       |       |
| 3.      | Park Hee-jun       | Korea Południowa  | 25,72  | 25,52  | 25,62   | 25,98  |       |       |
| 4.      | Ilja Smorguner     | Niemcy            | 25,02  | 24,10  | 14,56   | NQ     | NQ    |       |
| 5.      | Mohammad Al-Mosawi | Kuwejt            | 24,32  | 24,24  | 24,28   | NQ     | NQ    |       |

Grupa B
| Pozycja | Zawodnik      | Kraj                    | 1 kata | 2 kata | Średnia | 3 kata | Wynik | Uwagi |
| ------- | ------------- | ----------------------- | ------ | ------ | ------- | ------ | ----- | ----- |
| 1.      | Ryō Kiyuna    | Japonia                 | 28,26  | 28,40  | 28,33   | 28,72  |       |       |
| 2.      | Ali Sofuoğlu  | Turcja                  | 27,00  | 27,28  | 27,14   | 27,32  |       |       |
| 3.      | Antonio Díaz  | Wenezuela               | 25,74  | 26,40  | 26,07   | 26,28  |       |       |
| 4.      | Mattia Busato | Włochy                  | 25,08  | 25,92  | 25,50   | NQ     | NQ    |       |
| 5.      | Wang Yi-ta    | Chińskie Tajpej         | 25,00  | 24,94  | 24,97   | NQ     | NQ    |       |
| 6.      | Wael Shueb    | Reprezentacja Uchodźców | 23,20  | 23,40  | 23,30   | NQ     | NQ    |       |

### Finały
|  | O brązowy medal |       |
|  |                 |       |
|  | Ariel Torres    | 26,72 |
|  | Antonio Díaz    | 26,34 |

|  | O brązowy medal |       |
|  |                 |       |
|  | Park Hee-jun    | 26,14 |
|  | Ali Sofuoğlu    | 27,26 |

|  | o Złoty medal   |       |
|  |                 |       |
|  | Damián Quintero | 27,66 |
|  | Ryō Kiyuna      | 28,72 |